# Intershop
Intershop var en statligt ägd detaljhandelskedja i Östtyskland där varor, som man vanligtvis bara fick tag på i västtyska butiker, såldes mot valutor från väst ("hårdvaluta"). Den östtyska marken accepterades inte. Intershop startades först för försäljning till utländska besökare, men öppnades så småningom även för medborgare från DDR. 

## Historia

### Intershop bara för besökare från väst (1962-1973)

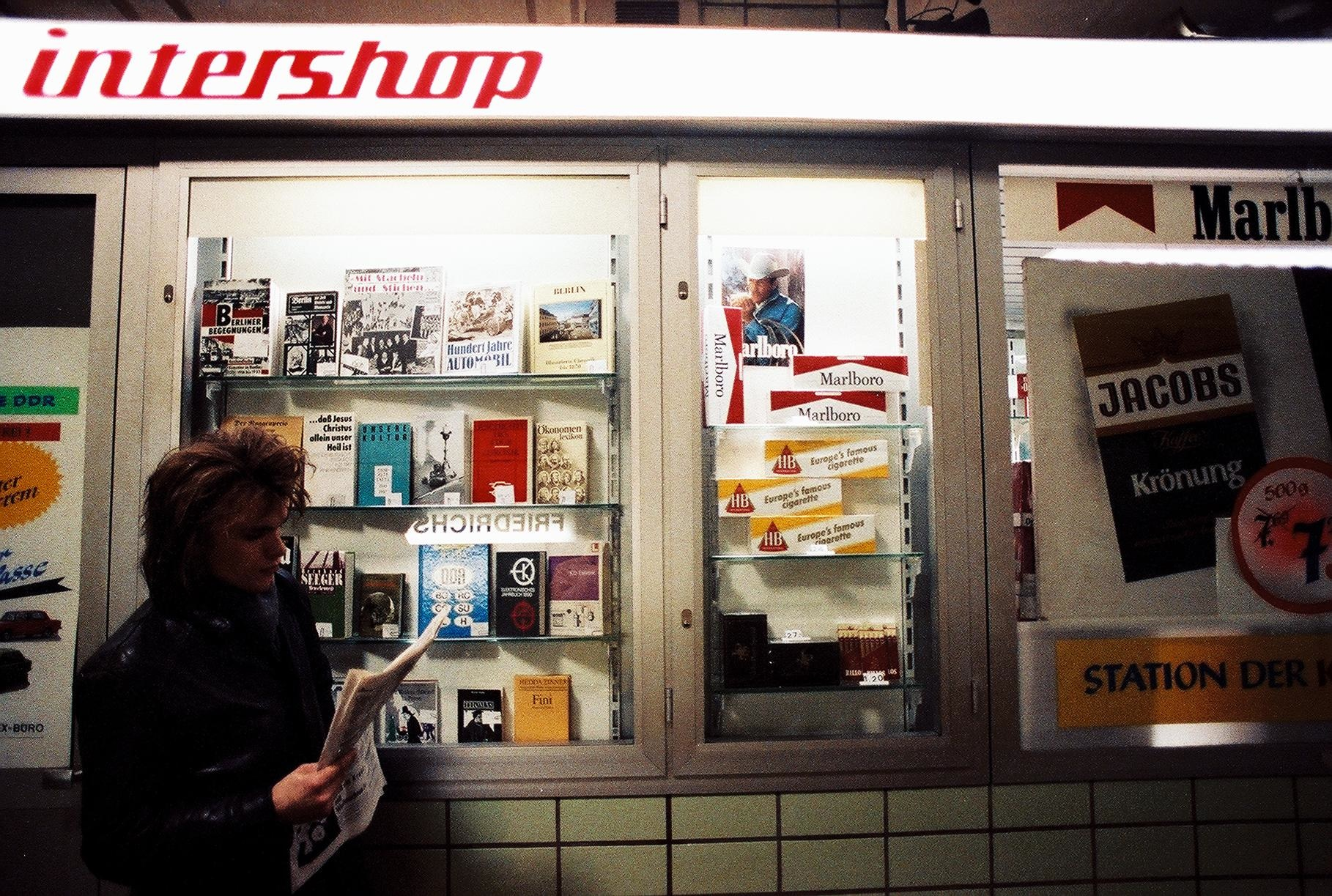
Intershop på Berlin-Friedrichstraße

DDR:s egen valuta, DDR-Marken, var en icke-konverterbar valuta, dvs. den kunde inte användas för att köpa varor från länder i väst. Därför behövde DDR västvalutor (t ex västtyska D-Mark) för att kunna köpa varor från dessa länder. Men redan i början av 1960-talet led DDR av brist på västvaluta. För att öka tillgången till västvaluta grundades Intershop år 1962. Startskottet blev avtalet mellan "Mitteldeutsche Schlafwagen AG (Mitropa)" och "Deutsche Genußmittel GmbH" som ledde till grundandet av Intershop GmbH. På intershop kunde resande från väst handla varor från väst mot "fri konverterbara valutor", t ex västtyska D-Mark eller US-Dollar.
På Intershop såldes allt ifrån livsmedel, kläder, smink, smycken och tekniska produkter. Men även tvättmaskiner och kylskåp kunde beställas. Karin Karnahl, en f.d. anställd, minns att sprit och cigaretter var det som sålde bäst. De varor som såldes hade i regel producerats i DDR eftersom många västtyska företag hade en del av sin produktion i det socialistiska landet för att kunna producera till en lägre kostnad. I gengäld tilläts DDR att sälja en del av sina produkter på Intershop.
För västkunderna blev Intershop en lågprisbutik eftersom varorna var billigare än i butikerna på västsidan. Den första Intershopbutiken öppnade på tunnelbane- och pendeltågstationen Berlin-Friedrichstraße men på grund av de förmånliga priserna ökade försäljningen snabbt och redan mot slutet av 1960-talet fanns det ett 20-tal Intershops på olika rastplatser i DDR. Priserna var inte enhetliga utan varierade. På Intershops nära gränsen var priserna lägre än i väst medan man i andra delar av DDR fick betala mer än i väst. År 1967 räknade man med intäkter på drygt en miljon västtyska D-Mark.

### Intershop även för DDR-medborgare (1974-1979)
DDR-medborgare kunde till en början inte handla på Intershop eftersom DDR-Mark inte accepterades samtidigt som det var förbjudet att äga västtyska D-Mark i DDR. Detta skapade ett missnöje bland befolkningen vilket ledde till en lagändring i december 1973 som tillät människor i DDR att äga den västtyska valutan. De som jobbade på Intershop drog stor nytta av denna lagändring eftersom de fick en del av sin lön i D-Mark. Att människor fick äga D-Mark skapade samtidigt en klyfta mellan de som hade den västtyska valutan och de som inte hade den. Att komma åt D-Mark var enbart möjligt om man fick gåvor från släkt och vänner i väst. Erich Honecker gick i ett tv-tal 1977 emot östtyskarnas handel i Intershop, men det fortsatte ändå.
Samtidigt var det möjligt att komma åt D-Mark på den svarta marknaden, där man i slutet av 1980-talet kunde få en D-Mark för sju DDR-Mark. Detta var officiellt förbjudet men eftersom DDR-ledningen ville att D-Mark skulle komma in i landet så att västvalutan via Intershop skulle hamna hos staten såg man med blida ögon på den illegala valutahandeln.

Den växande kritiken mot Intershop förhindrade dock inte att alltfler försäljningsställen uppstod eftersom DDR var så beroende av att få tillgång till D-Mark och andra västvalutor för att förhindra att landet gick i bankrutt. I slutet av 1970-talet fanns det över 270 Intershops.

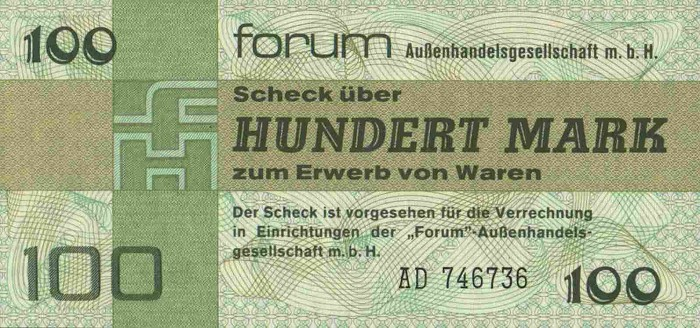
Forumcheck motsvarande 100 D-Mark

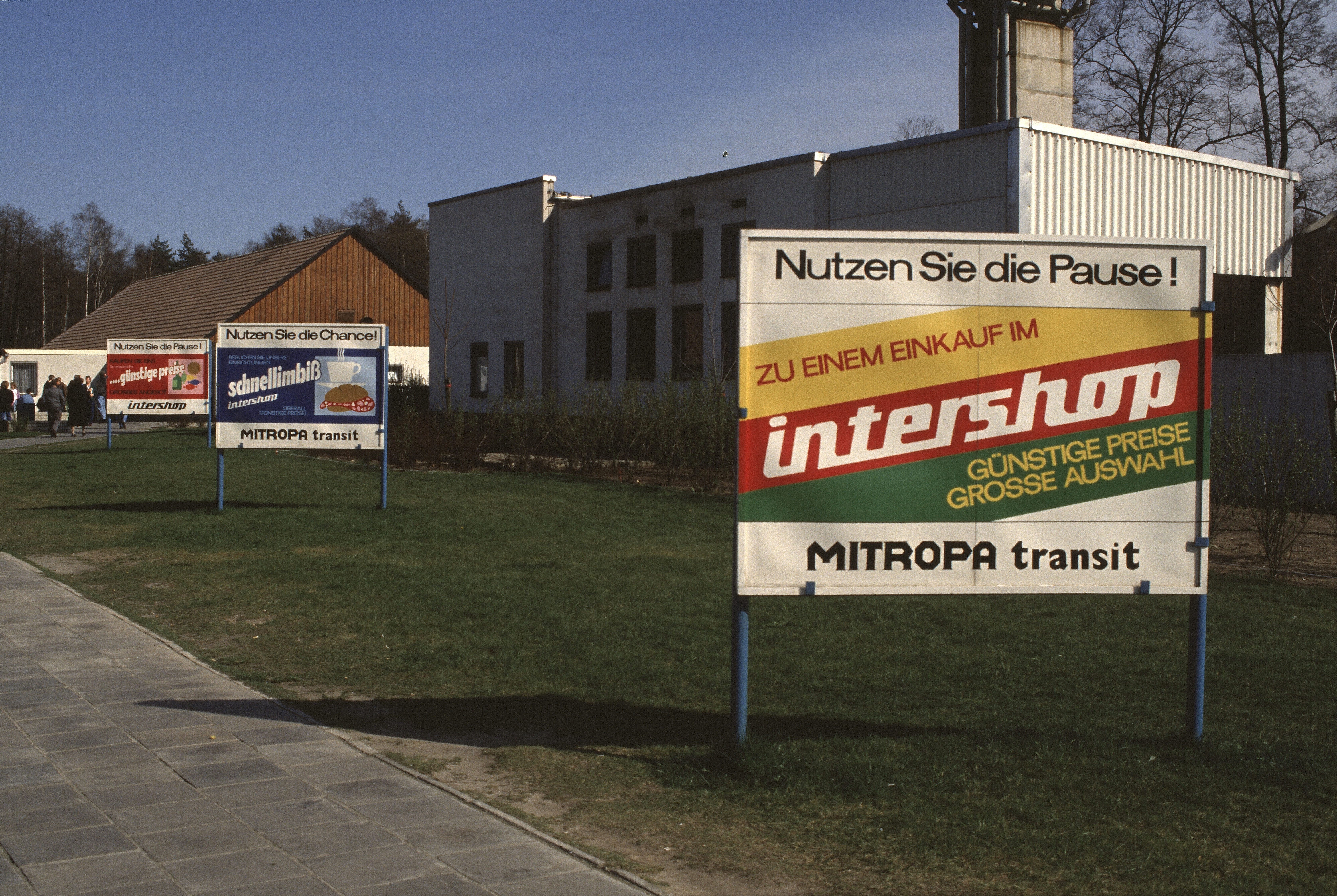
Intershop-reklam vid en rastplats i DDR

På Intershops förekom även en del oegentligheter. Vissa anställda blev involverade i direkta stölder, i andra fall togs pengar för att fly till väst. Eftersom priserna inte var statligt reglerade hände det även att de anställda höjde priserna på egen hand och stoppade mellanskillnaden i egen ficka. 1977 bildades "forum HG" under ledning av Alexander Schalck-Golodkowski som skulle koordinera och övervaka handeln på Intershopbutikerna. Även Stasi övervakade Intershopbutikerna och kontrollerade lagren intill Intershopbutikerna.

### Forumcheckar och fortsatt expansion (1979-1989)

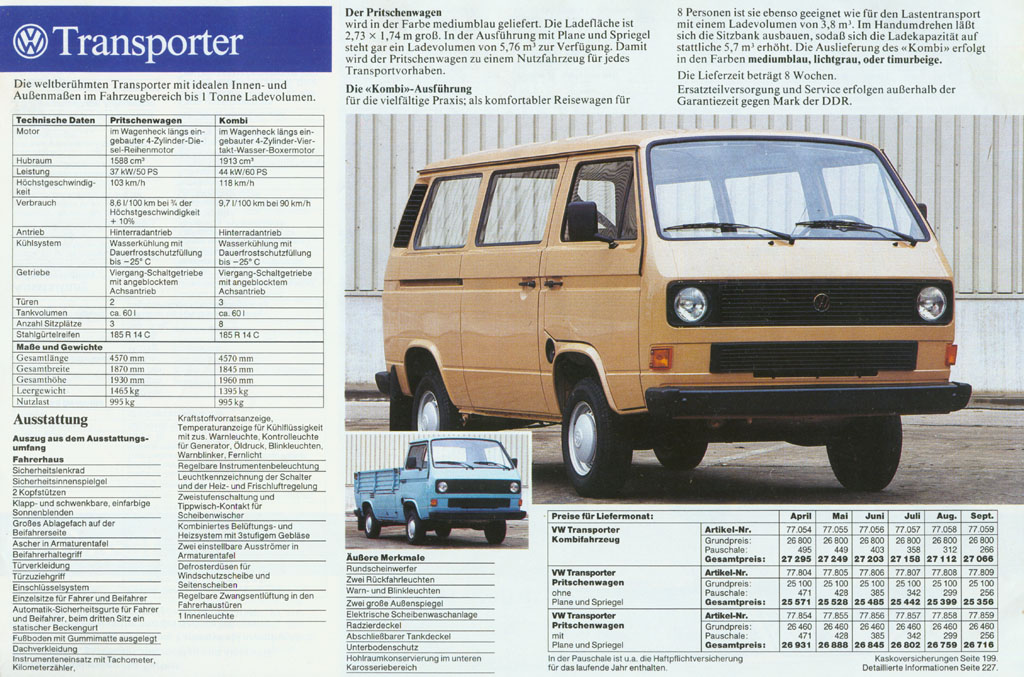
Genex-katalog

DDR-medborgare kunde sedan 1979 enbart handla med Forumcheckar på Intershop. Dessa statliga värdekuponger utfärdades av forum HG och man fick dem genom att växla D-Mark mot checkar på banken. Sedan Forumcheckarnas införande var det officiellt förbjudet igen att äga västvalutor som t ex D-Mark, dvs. man var egentligen tvungen att växla sina västvalutor mot Forumcheckar. På det sättet ville DDR komma åt västvalutor som landet behövde. I praktiken kunde dock även DDR-medborgare fortfarande betala med D-Mark, bara att de inte kunde få några växelpengar i D-Mark tillbaka. De anställda på Intershop fick växla 30 DDR-Mark i månaden mot forumcheckar vilket var en reaktion mot de stölder som förekom (se ovan). Enligt hörsägen kunde hantverkare utnyttja bristen på sin yrkeskår genom att kräva en del av sin betalning i Forumcheckar.
Antalet Intershopbutiker ökade ända fram till 1989 då det fanns 470 stycken. Fördelningen var ojämn: i Östberlin fanns det 20 Intershops, i Rostock tio, medan mindre städer som Frankfurt/Oder fick nöja sig med fyra stycken. Intershopbutikerna vid DDR-motorvägen mellan Berlin och Marienborn genererade de största intäkterna. På rastplatsen Börde nära Magdeburg uppstod i september 1985 en av de största och mest moderna Intershopbutikerna med över hundra anställda och datorstyrda kassaapparater som sålde varor för upp till 100 000 D-Mark varje dag. Den totala omsättningen för Intershop nådde drygt en miljard D-Mark 1985. Det inrättades även "Genex-Geschenkdienst" där man kunde handla exempelvis hus, personbilar och husvagnar via postorder.
När så hotellkedjan Interhotels byggts för att härbärgera utländska besökare, blev Intershop även del av denna hotellrörelse. Intershops öppnades vid andra gränsövergångar, järnvägsstationer, bussplatser, rastplatser ("Transitshops") och de transitstopp som fanns längs med motorvägarna. 

### Alternativ tillIntershop: Exquisit- och Delikat-butikerna
Förutom Intershop fanns sedan 1962 handelskedjan Exqusit som sålde kläder, skor och kosmetika och sedan 1976 fanns 550 Delikat-butiker som sålde matvaror. Till skillnad från Intershop kunde man betala med DDR-Mark på Exquisit- och Delikat-butikerna, dock var produkterna mycket dyrare än i vanliga butiker i väst.